# Ispán
Az ispán (latinul: comes) legismertebb jelentésében a vármegye király által kinevezett első emberét jelentette a középkorban, az újkorban a tisztség neve főispán lett. Ilyen minőségében megfelelt a frank grófnak (grafio). Ispán állt a királyi udvartartás (udvarispán), a királyi kápolna (kápolnaispán), a pénzügyigazgatás különböző szintjei (harmincadispán, pénzverőispán, sókamaraispán, urburaispán) élén, de az úri nemzetségek, egyes kiváltságolt népcsoportok vezetőit (besenyők ispánja, székelyispán), a magánuradalmak első embereit is így hívták.

## Az ispán szó eredete és külföldi párhuzamai
A cím legkorábbi említése 777-ből ismert, ekkor mint avar előkelő címe szerepel a kremsmünsteri apátság alapítólevelében.
Lackfi György szerint a kifejezés az úr, elöljáró jelentésű szláv pan, span, zsupán szócsoportból származna, amely kapcsolódik a zsupa ’területi egység’ szóhoz.
Latin megfelelője a comes (gróf) volt. Zsupán formában a dunai bolgároknál és az avaroknál egyaránt előfordul, megtaláljuk a nagyszentmiklósi kincs görög betűs feliratában is. A cím korai alakja spán.
13. századi adatok alapján a magyar úri nemzetségek vezetőit is az ispán cím illette meg. Feltételezhető, hogy a szlávok ispánnak hívták a honfoglaló magyarok nemzetségfőit (bőit), akik azután a vármegyeszervezet kiépítésekor a megye első emberei lettek.

## Megyésispán
A megyés ispán (comes parochiae, comes castri, comes comitatus, comes provinciae) a középkori magyar közigazgatásban a vármegye élén álló, a király által kinevezett és bármikor felmenthető tisztviselő. Bírói hatalma csak a várbirtokra terjedt ki, míg közigazgatási (pl. piacfelügyelet) funkciói az egész megyére, így az udvarbirtokra is. Az Árpád-korban a várbirtok jövedelmének egyharmada illette meg.
A várnépek tartották el szállásadási kötelezettség (descensus) címen.
Erdélyben a vajda, Szlavóniában a bán nevezte ki.
Közigazgatási feladata mellett az ispán bírói jogokat is gyakorolt, de ez alól kivételt képeztek talán kezdettől az egyházi birtokok, amelyek az egyház és nagyon korán az udvari birtokok, amelyek az udvarispán (nádor) bírói hatáskörébe kerültek.
Az ispán vezette a megyei hadsereget, amiben a hadnagy (maior exercitus) segítette. Segítségére volt még az ispáni központ gondviselője, a várnagy (maior castri) és a bíráskodásban a királybíró (iudex regius), majd a talán várbíró–udvarispán (curialis comes) végül az alispán (vice comes). A vásári rendtartásban az ispán megbízottja volt az ispán ércpecsétjét hordozó billogos, akinek feladata volt többek között az is, hogy a templom helyett a vásárt látogatót megbüntesse.
Az ispán a középkorban maga választotta meg helyettesét – a 13. századig udvarispánt (curialis comes), azután alispánt (vicecomes) – a familiárisai közül.
Egy ispán kezén már az Árpád-korban is több megye lehetett, egyben országos méltóságokat is betölthetett, de a 14. század közepéig önmagában is bárónak számított, és közhitelű pecséttel rendelkezett. A 14. századtól a vármegyei törvényszék (sedes iudiciaria, sedria) elnöke, részesült az itt beszedett bírságokból, a megyei vámokból és jövedelmekből. A 14. századtól a tisztségül kapott királyi birtok teljes jövedelmét élvezte honorként, és a vármegye katonai parancsnoka volt.

## Főispán
A 16. század elejétől az ispánt általánosan főispánnak (supremus comes) hívták és egyre inkább örökölhető pozícióvá vált.
Az újkori magyar közigazgatásban a főispán és az alispán tisztsége elvált egymástól. Míg az előbbit a király nevezte ki, és a királyt (illetve a kiegyezés után a kormányt) képviselte, addig az alispán a nemes vármegye közönsége által választott tisztségviselő volt, és 1870-től a törvényhatóság első tisztviselőjeként működött. A megyei főispánok mellett az 1870: XLII. tc. majd az 1886: XXII. tc. törvények a thj. városok élére is főispánokat nevezett ki. Őket nevezték szabad királyi városi főispánnak. Ők voltak a kormány képviselői a városi közigazgatásban. Létezett még az örökös főispáni cím is, ez azonban csak egy titulus maradt, s többnyire valamely magas egyházi vagy politikai pozícióval járt együtt, illetve egyes családok bizonyos ágai kapták (igaz nem automatikusan, hanem királyi kinevezéssel).

## Várispán, határispán, erdőispán
Várispán (comes castri) volt először is minden megyés ispán, aki a vármegye várszervezete és várbirtoka által alkotott várispánság élén állt. Ez a várispánság a vármegyében lévő udvarbirtokokkal, magán- és egyházi uradalmakkal együtt alkotta a vármegyét. Várispánok voltak a határispánságok vezetői, a határispánok (comes confinii) is
és léteztek a korai időben belső várispánságok is a források szerint, amelyek céljáról keveset tudunk, de sejthetően ilyenekkel vette körül már Géza fejedelem Koppány somogyi szállásterületét.
Az erdőispán erdőispánság élén állt.